# Daniel Puder
Daniel Puder (Cupertino, California; 9 de octubre de 1981) es un artista marcial mixto y luchador profesional estadounidense.

## Carrera en la lucha libre profesional

### World Wrestling Entertainment (2004-2005)

#### Tough Enough (2004-2005)
Puder entró en la cuarta competición de Tough Enough como parte de SmackDown! entre octubre y diciembre de 2004. El premio del concurso fue un contrato de lucha libre profesional con la WWE por valor de 1.000.000 de dólares en cuatro años, con la opción de finalizar el primer año. Durante la competición, los participantes de Tough Enough tomaron parte en varias pruebas atléticas y de lucha libre, como recibir movimientos de lucha por parte de Big Show.
El 4 de noviembre de 2004 tuvo lugar un segmento en Smackdown!, en el que los participantes tomarían parte en un concurso de squat, cuyo premio sería tener un combate de lucha libre amateur totalmente real y sin predeterminación contra el antiguo luchador olímpico Kurt Angle; esto se permitió debido a que se esperaba que Angle fuera capaz de derrotar a cualquiera de ellos sin problemas. El ganador, Chris Nawrocki, se enfrentó a Angle y fue rápidamente derrotado. Tras ello, Angle animó a cualquier otro participante a enfrentarse a él en otra lucha real; ante ello, Puder aceptó y combatió contra Angle, quien esperaba de nuevo ganar con facilidad. Pero súbitamente, y para sorpresa de Angle, Puder consiguió la ventaja y bloqueó a Kurt en una sumisión Kimura. Los árbitros, conscientes de la inminente rendición de Angle y sabedores de que ello no debía ocurrir, contaron oficialmente un pinfall olímpico a favor de Angle para hacerle ganar la lucha, aprovechando que Puder se hallaba boca arriba mientras aplicaba la sumisión. Visiblemente, los hombros de Puder no estaban totalmente apoyados contra la lona durante el conteo, y resultó evidente para los espectadores que se había manipulado el final de una lucha en principio real para evitar la situación de un luchador de alto nivel como Angle siendo derrotado de forma auténtica por un participante.
El 12 de diciembre, Puder compitió en su primer evento, Armageddon, derrotando a Mike Mizanin en una Dixie Dog Fight. Durante la lucha, un combate de boxeo real, ninguno de los dos consiguió un knockout, así que Puder fue declarado ganador gracias a la reacción del público. Dos días más tarde, Puder fue declarado el ganador de Tough Enough.
El 30 de enero de 2005, Puder compitió en la Battle Royal de Royal Rumble, siendo rápidamente eliminado por Hardcore Holly después de haber sido apaleado por Holly, Chris Benoit y Eddie Guerrero.

#### Ohio Valley Wrestling (2005)
En enero de 2005, Puder comenzó a competir en el territorio de desarrollo de la WWE, Ohio Valley Wrestling. Su combate de debut fue una lucha contra Brent Albright por el Campeonato Pesado de la OVW, en el que Daniel perdió. Consiguiendo un gran número de victorias, Daniel se enfrentó al siguiente propietario del título, Johnny Jeter, pero igualmente perdió. En septiembre de 2005 Puder fue despedido por recortes de presupuesto; aunque se le dio la oportunidad de seguir con su contrato en Deep South Wrestling, otro territorio de desarrollo, Puder declinó la oferta y dejó la WWE.

### Ring of Honor (2007-2008)
En diciembre de 2007, Puder fue contratado por Ring of Honor. El 29 de diciembre, Puder hizo su debut en la empresa en Rising Above, atacando a Claudio Castagnoli y aliándose así con Sweet and Sour Inc., dirigido por Larry Sweeney. La noche siguiente, en Final Battle 2007, Puder ayudó a Sweeney a derrotar a Castagnoli. En enero de 2008, Puder competiría esporádicamente para la empresa; sin embargo, debido a cortes de presupuesto, fue liberado de su contrato.

## En lucha
- Movimientos finales
  - Kimura lock[1]

- Movimientos de firma
  - Roundhouse kick

## Campeonatos y logros
- World Wrestling Entertainment
  - $1,000,000 Tough Enough

## Récord en artes marciales mixtas
| Resultado | Récord | Oponente        | Método                      | Evento                                   | Fecha                    | Ronda | Tiempo | Localización              |
| --------- | ------ | --------------- | --------------------------- | ---------------------------------------- | ------------------------ | ----- | ------ | ------------------------- |
| Victoria  | 8-0    | Mychal Clark    | Decisión (unánime)          | Call to Arms: Called Out Fights          | 15 de agosto de 2009     | 3     | 5:00   | Bandera de Estados Unidos |
| Victoria  | 7-0    | Jeff Ford       | TKO (lesión de hombro)      | Call to Arms I                           | 16 de mayo de 2009       | 1     | 1:23   | Bandera de Estados Unidos |
| Victoria  | 6-0    | Richard Dalton  | Decisión (unánime)          | Strikeforce: Playboy Mansion             | 29 de septiembre de 2007 | 3     | 5:00   | Bandera de Estados Unidos |
| Victoria  | 5-0    | Michael Alden   | TKO (patadas y puñetazos)   | BodogFight Series III: Costa Rica Combat | 18 de febrero de 2007    | 1     | 0:45   | Bandera de Costa Rica     |
| Victoria  | 4-0    | Mike Cook       | Sumisión (rear naked choke) | Strikeforce: Triple Threat               | 8 de diciembre de 2006   | 2     | 2:31   | Bandera de Estados Unidos |
| Victoria  | 3-0    | Tom Tuggle      | Sumisión (cross armbar)     | Strikeforce: Revenge                     | 9 de junio de 2006       | 1     | 0:28   | Bandera de Estados Unidos |
| Victoria  | 2-0    | Jesse Fujarczyk | Sumisión (rear naked choke) | Strikeforce: Shamrock vs Gracie          | 10 de marzo de 2006      | 1     | 1:54   | Bandera de Estados Unidos |
| Victoria  | 1-0    | Jay McCown      | Decisión (unánime)          | X-1                                      | 6 de septiembre de 2003  | 3     | 3:00   | Bandera de Estados Unidos |